# Ти-ди Плэйс Арена
«Ти-ди Плэйс Арена» (англ. TD Place Arena) (первоначально «Оттава Сивик Центр») — крытая арена, расположенная в Оттаве, провинция Онтарио, Канада. Арена была открыта в декабре 1967 года и используется в основном для спортивных состязаний, включая кёрлинг, фигурное катание, хоккей и лакросс. На арене проводились канадские и мировые чемпионаты по фигурному катанию, кёрлингу и хоккею, в том числе первый женский чемпионат мира по хоккею в 1990 году. Она также используется для проведения концертов и конференций, таких как «Ottawa SuperEX».
«Ти-ди Плэйс Арена» была построена под северной трибуной футбольного стадиона «Ти-ди Плэйс Стэдиум», на территории парка Лэнсдаун. Одна сторона арены расположена под верхней частью трибуны стадиона, а её потолок гораздо ниже, чем на противоположной стороне арены.

## Спорт
Арена является домашней для команд «Оттава Сиксти Севенс» из Хоккейной лиги Онтарио (OHL) и «PWHL Оттава» из Профессиональной женской хоккейной лиги (PWHL). С 1992 по 1995 год здесь выступали команды «Оттава Сенаторз» из Национальной хоккейной лиги, с 1972 по 1973 год — «Оттава Нэшнлз» из Всемирной хоккейной ассоциации (ВХА), в 1976 году — «Оттава Сивикс» из ВХА, а с 2002 по 2003 год — «Оттава Ребел» из Национальной лиги лакросса (НЛЛ).
Начиная с 2024 года, арена является домом для профессиональной женской команды «PWHL Оттава».